# Уолденский пруд
Уолденский пруд (англ. Walden Pond) — расположен рядом с городом Конкорд, штат Массачусетс, США. Максимальная глубина пруда составляет 31 м, а площадь — 0,27 км². Котловина водоёма образовалась 10—12 тыс. лет назад в ходе отступления ледников на север.
Здесь на берегу пруда в 1845—1847 годах жил известный американский писатель, мыслитель, натуралист и общественный деятель Генри Дэвид Торо. Он проникся трансценденталистскими идеями Эмерсона и решил поставить эксперимент по изоляции от общества и сосредоточении на самом себе и своих нуждах. Дэвид Торо самостоятельно построил хижину и обеспечивал себя всем необходимым. Позднее в 1854 году свои впечатления писатель опубликовал в книге «Уолден, или Жизнь в лесу».
Сегодня пруд находится под охраной штата, здесь создана заповедная зона.